# Вахтмейстер, Фредрик
Аксель Фредрик Клаэссон Вахтмейстер аф Йоханнисхус (швед. Axel Fredrik Claësson Wachtmeister af Johannishus; 10 февраля 1855 года, коммуна Нючёпинг, лен Сёдерманланд, Швеция — 6 сентября 1919 года, Стокгольм, Швеция) — шведский государственный деятель и ученый, министр иностранных дел Швеции (1905).

## Биография
Родился в семье подполковника Клоса Вахтмайстера. Вырос в замке Тистад в коммуне Нючёпинг в Седерманланде.
В течение нескольких лет он занимал дипломатические должности в посольствах Швеции в Париже, Риме и Вене, однако оставил дипломатию в возрасте 27 лет.
С 1895 по 1916 г. — депутат риксдага от протекционистской партии, в 1913—1914 гг. — председатель комитета по государственному устройству,
- 1898—1905 гг. — генеральный директор и глава Совета по вопросам доменов,
- август-ноябрь 1905 г. — министр иностранных дел,
- 1906 г. — председатель Национального музея,
- 1907—1916 гг. — канцлер Уппсальского университета.

В 1906 г. отказался от предложения короля занять пост премьер-министра.
В 1907—1918 гг. — председатель правления Фонда Нобеля и инспектор в Нобелевском институте, с 1907 г. — и председатель Национального института лесного хозяйства.
Почетный член Королевской академии свободных искусств (1902), Шведской королевской академии сельского и лесного хозяйства (1905), академического Королевского физиографического общества (1908), Королевского научного общества в Уппсала (1910). В 1912 г. был избран в состав Шведской королевской академии наук. В том же году он стал почетным членом Шведской королевской академии словесности.
Похоронен на кладбище в Бербо вместе со своей женой и дочерью Дейзи.

## Награды и звания
Шведские:
- Орден Серафимов
- Юбилейный памятный знак в честь бракосочетания Оскара II и королевы Софии
- Памятный знак к 35-летию коронации Оскара II

Иностранные:
- Большой крест баварского ордена Святого Михаила
- Орден Короны Таиланда первого класса
- Орден Османие 1-й степени
- Большой крест императорского австрийского ордена Франца Иосифа
- Великий офицер ордена Короны Румынии
- Рыцарь итальянского ордена Святых Маврикия и Лазаря
- Орден «За заслуги» княжества Вальдес третьего класса
- Командор ордена Белого сокола Великого герцогства Саксен-Веймар-Эйзенах